# Prof. F. de Vries Stichting
De Prof. F. de Vries Stichting is een Nederlandse stichting die zich richt op de ontwikkeling en verspreiding van theoretische en beleidsrelevante sociaaleconomische kennis.
De stichting werd in 1954 door Jan Tinbergen opgericht ter ere van prof. mr. dr. François de Vries, een van de meest invloedrijke Nederlandse economen en de eerste voorzitter van de Sociaal-Economische Raad. De Prof. F. de Vries Stichting werd financieel mogelijk gemaakt door een dotatie van De Nederlandsche Bank en wordt nog altijd mede gefinancierd door de Nobelprijs van Jan Tinbergen, die hij ontving in 1969.

## Prof. F. de Vrieslezing
Sinds 1955 organiseert de stichting de Prof. F. de Vrieslezing, waarin een vooraanstaande econoom een lezing geeft met grote maatschappelijke relevantie. Onder anderen Bob Shiller, Richard Nelson, Harold Demsetz, János Kornai, Bob Solow en Branko Milanovic behoren tot eerdere sprekers. James Meade gaf de eerste Prof. F. de Vrieslezing. Nadat in 2018 de lezing werd gehouden door Stanford-hoogleraar Anat Admati, onder de titel 'Financial Crises and the Politics of Banking', sprak in 2019 Esther Duflo, hoogleraar aan MIT, over 'Good Economics for Hard Times'. Vlak voordat zij de lezing uitsprak werd bekend dat aan haar, samen met haar partner Abhijit Banerjee en collega Michael Kremer, en vijftig jaar nadat Tinbergen deze eer te beurt was gevallen, de 'Sveriges Riksbank Prize in Economic Sciences in Memory of Alfred Nobel 2019' was toegekend. Olivier Blanchard, verbonden aan het Peterson Institute for International Economics en voormalig hoofdeconoom van het IMF, hield de lezing in 2021, terwijl de Nederlandse winnaar van de 'Nobel'-prijs voor economie 2022, Stanford-hoogleraar Guido Imbens, in juli 2022 de 27e lezing verzorgde. In maart 2024 hield Mariana Mazzucato, hoogleraar Economics of Innovation & Public Value aan University College London, de meest recente lezing, getiteld 'The Common Good: from correcting market failures to shaping the economy to meet bold objectives'. 

## Bestuur
In de eerste jaren van haar bestaan werd de Stichting bestuurd door Jan Tinbergen, Pieter Hennipman, Marius Holtrop, Johan Koopmans, en Henk Lambers, daarna onder anderen door Johan Witteveen, Henk Wouter de Jong, Willem Molle en Theo van de Klundert. Anno 2024 wordt de Prof. F. de Vries Stichting bestuurd door Mirjam van Praag (voorzitter), Bas van Bavel (secretaris), Harry Garretsen, Bas Jacobs, Alexander Rinnooy Kan en Esther-Mirjam Sent.